# Juan Cayasso
Juan Arnoldo Cayasso Reid (Limón, 1961. június 24. – ) Costa Rica-i válogatott labdarúgó. 

## Pályafutása

### Klubcsapatban
1981 és 1988 között az Alajuelense játékosa volt, melynek tagjaként két bajnoki címet (1983, 1984) szerzett és 1986-ban megnyerte a CONCACAF-bajnokok kupáját. 1988 és 1990 között a Deportivo Saprissa csapatában játszott. 1990-től 1992-ig Németországban a Stuttgarter Kickers együttesében szerepelt. 1992-ben hazatért a Carmelita csapatához. 1993 és 1996 között a Saprissában játszott, melynek tagjaként két bajnoki címet (1994, 1995) szerzett és két alkalommal (1993, 1995) nyerte meg a CONCACAF-bajnokok kupáját. Később játszott még a Municipal Turrialba (1996), a Municipal Goicoechea (1996–97), a AD Belén (1996–97) és a Carmelita (1997–99) együttesében.

### A válogatottban
1983 és 1993 között 49 alkalommal szerepelt az Costa Rica-i válogatottban és 9 gólt szerzett. Részt vett az 1990-es világbajnokságon, ahol a Skócia elleni csoportmérkőzésen az ő góljával győztek 1–0-ra. Ez volt a Costa Rica-i válogatott történetének első világbajnoki gólja. A Brazília és a Svédország elleni csoportmérkőzésen és a Csehszlovákia elleni nyolcaddöntőben is kezdőként lépett pályára. Tagja volt az 1984. évi nyári olimpiai játékokon és az 1993-as CONCACAF-aranykupán szereplő válogatott keretének is.

## Sikerei, díjai
LD Alajuelense
- Costa Rica-i bajnok (2): 1982–83, 1983–84
- CONCACAF-bajnokok kupája (1): 1986

Deportivo Saprissa
- Costa Rica-i bajnok (4): 1988, 1989, 1993–94, 1994–95
- CONCACAF-bajnokok kupája (2): 1993, 1995

Costa Rica
- CONCACAF-bajnokság győztes (1): 1989